# Winteraceae
Die Winteraceae sind eine Pflanzenfamilie in der Ordnung Canellales innerhalb der Magnoliiden (Magnoliids). Sie ist vor allem durch das Fehlen von Tracheen gekennzeichnet und viele Merkmale sind ursprünglich.

## Beschreibung

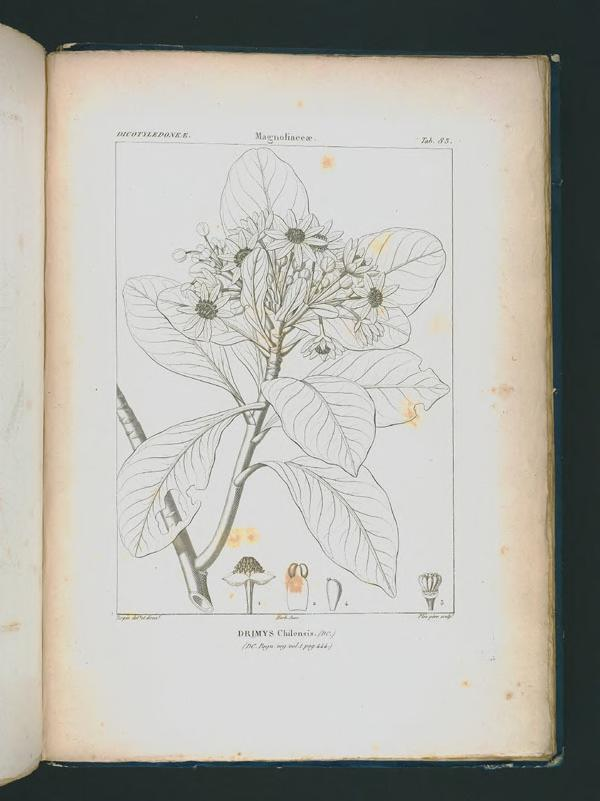
Illustration aus Icones selectae plantarum quas in systemate universali, Tafel 083 von Drimys winteri

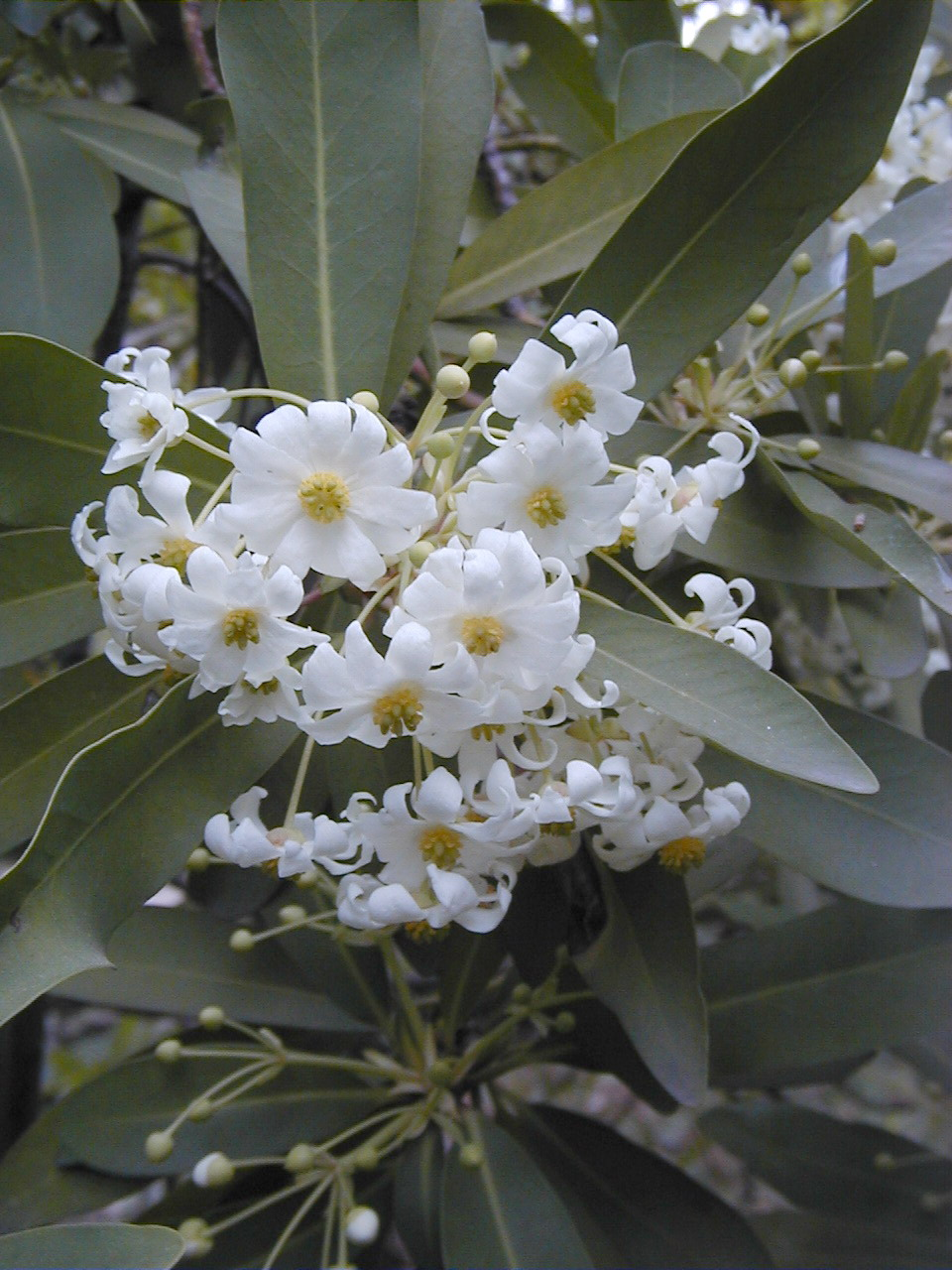
Blütenstand der Winterrinde (Drimys winteri)

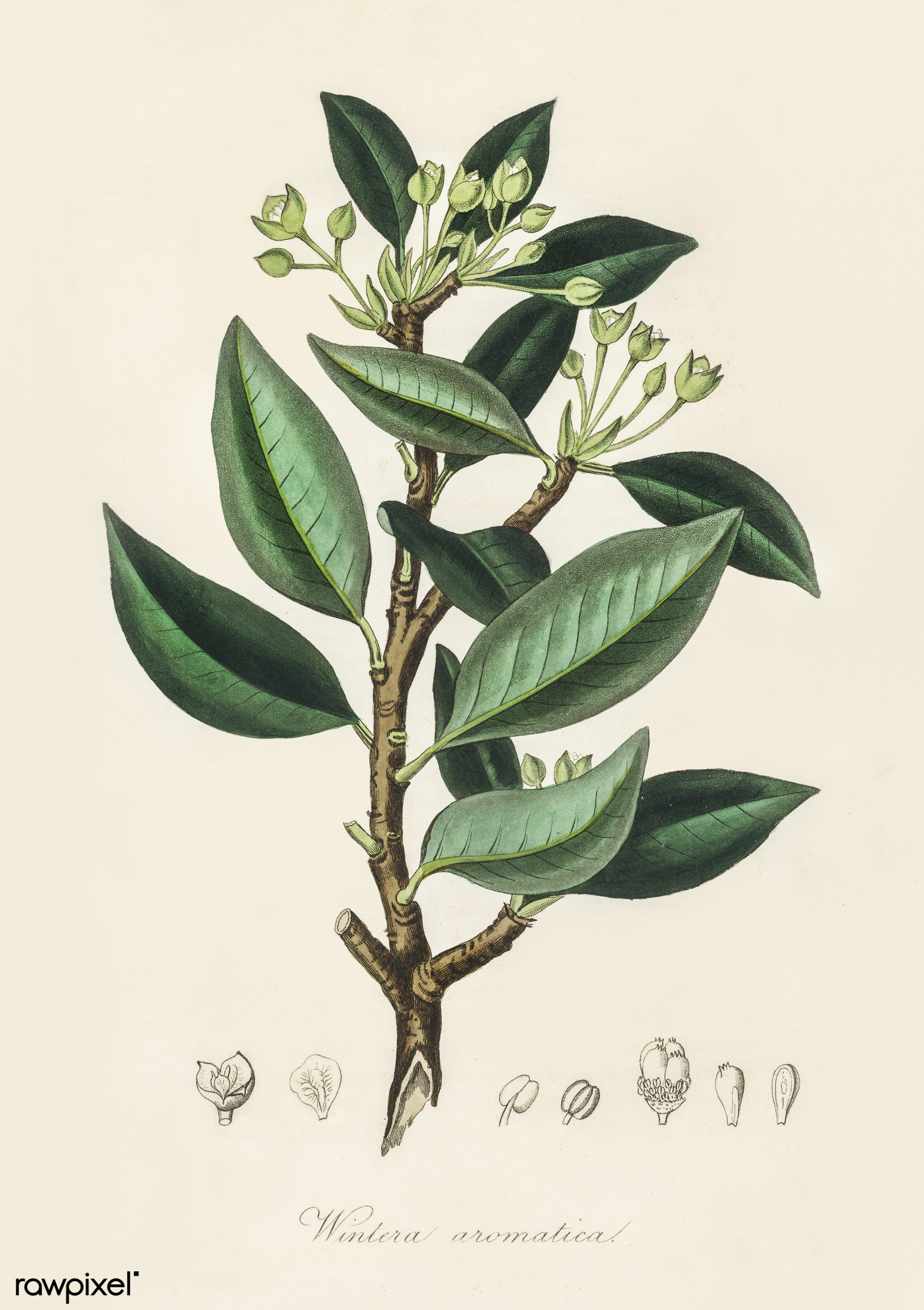
Illustration aus Medical Botany, Tafel 53 von Drimys winteri

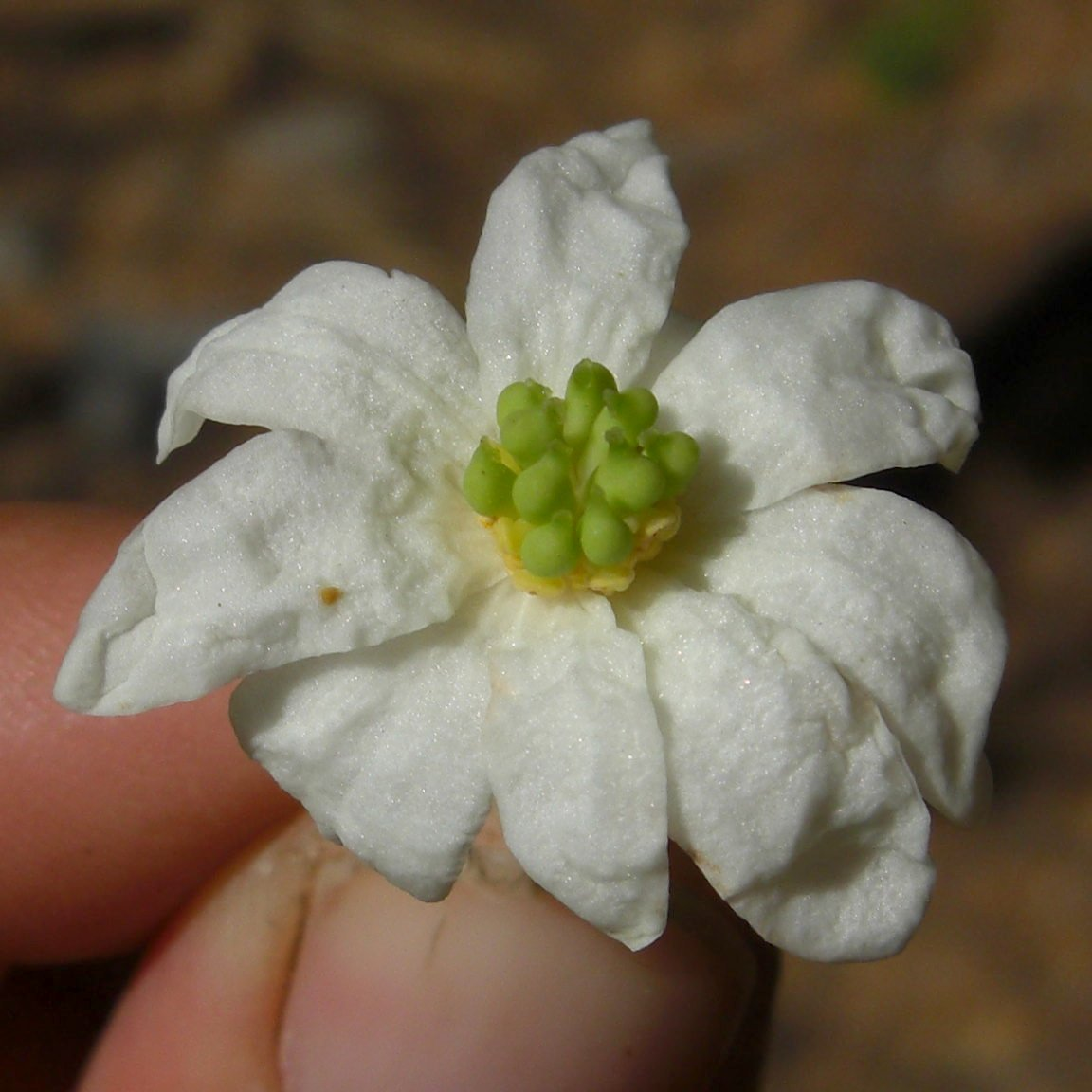
Blüte von Drimys andina

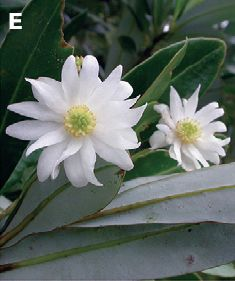
Blüten von Drimys granadensis

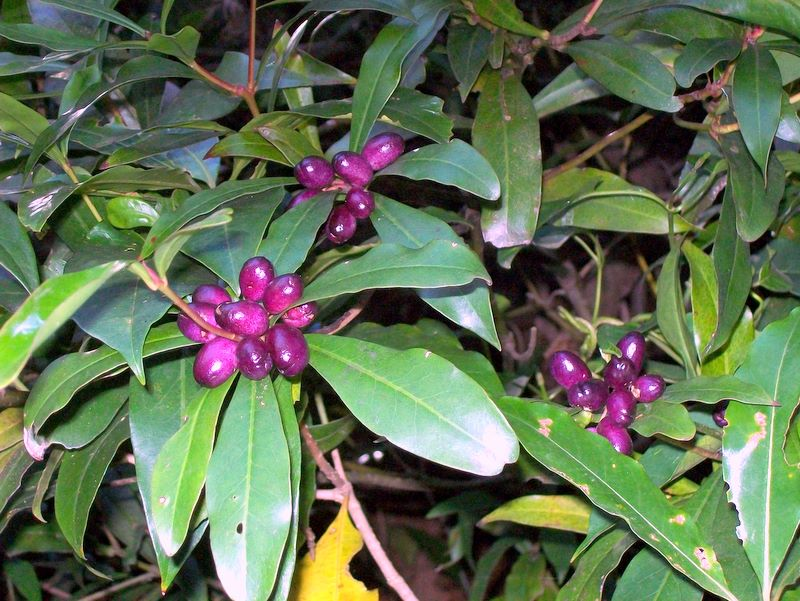
Beeren von Drimys insipida

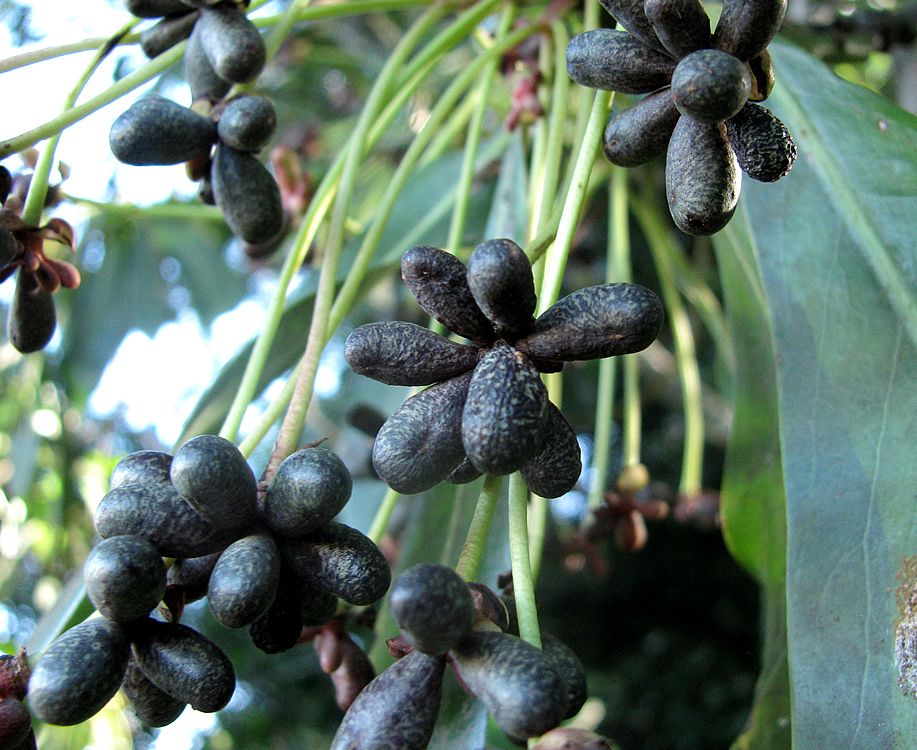
Früchte von Drimys winteri

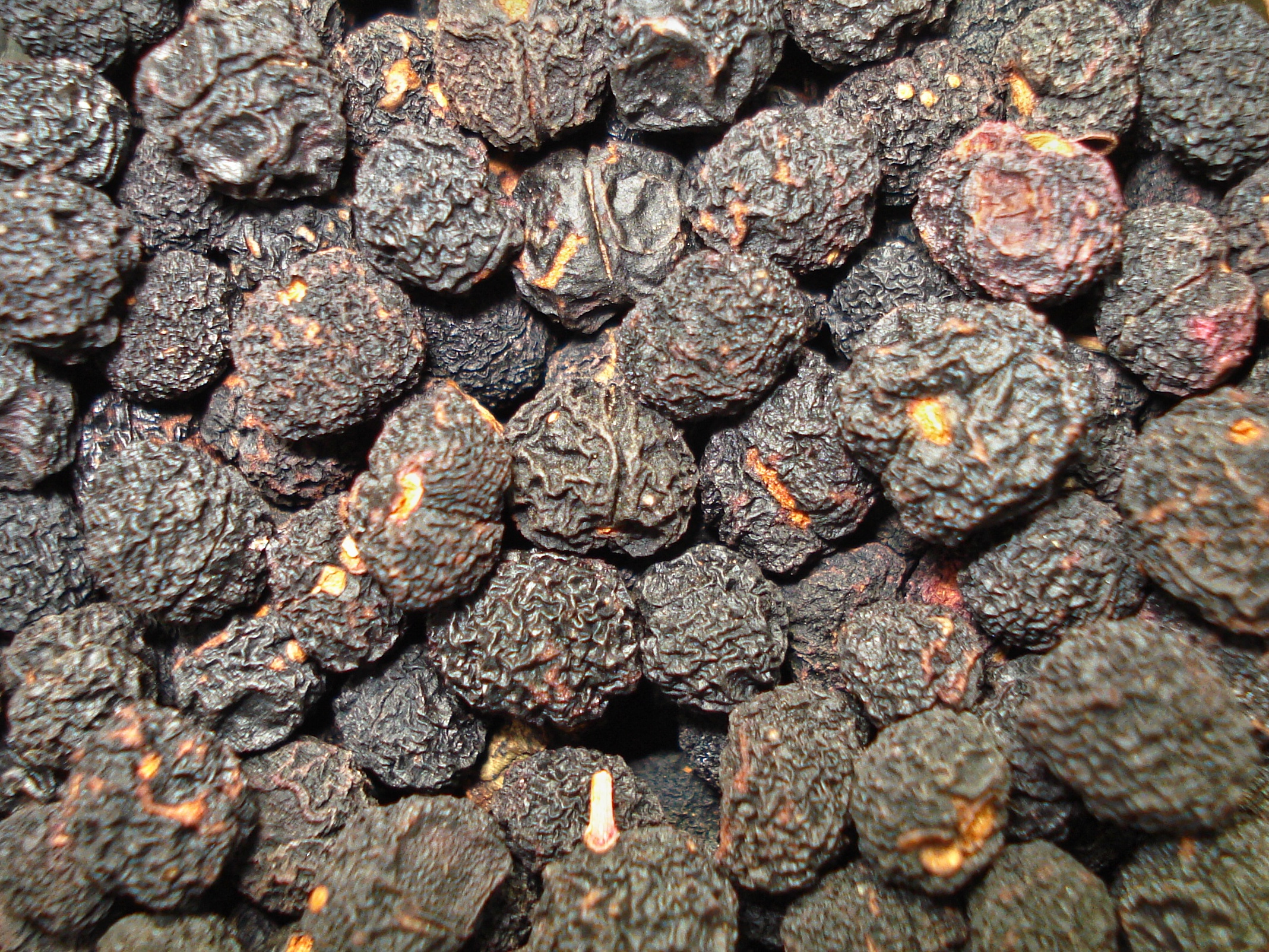
Getrocknete Früchte des Tasmanischen Bergpfeffers (Tasmannia lanceolata, Syn.: Drimys lanceolata), der als Gewürz Verwendung findet.

### Erscheinungsbild und Stamm
Die Winteraceae sind verholzende Pflanzen und der Wuchsform nach immergrüne Bäume und Sträucher. Die Knoten sind bilakunär mit drei Blattspuren, möglicherweise auch trilakunär. Ein internes Phloem ist vorhanden. Ein wichtiges Merkmal der Familie ist, dass sie im Xylem keine Tracheen besitzt. Die Siebröhren-Plastiden gehören dem S-Typ an.

### Blätter
Die wechselständig und spiralig, selten auch annähernd quirlig an den Zweigen angeordneten Laubblätter sind in Blattstiel und Blattspreite gegliedert. Die weichlaubige bis lederige, einfach und ganzrandige Blattspreite besitzt eine Fiedernervatur und Drüsen, aber keine Haare (Trichome). Die Stomata sind paracytisch. Im Mesophyll befinden sich runde Zellen mit ätherischen Ölen, wodurch die Blätter aromatisch duften. Es gibt im Mesophyll sklerenchymatische Idioblasten. Die minor leaf veins besitzen keine Phloem-Transferzellen.

### Blütenstände und Blüten
Die Blüten stehen einzeln oder in zymösen Blütenständen. Die Blüten der meisten Arten sind zwittrig.
Die Blüten sind mittelgroß. Die Blütenhülle ist in Kelch und Krone gegliedert. Die zwei bis vier, selten bis zu sechs Kelchblätter stehen in einem Kreis, die zumindest teilweise verwachsen sind und eine Kalyptra bilden (Blütendeckel). Die selten zwei oder meist fünf bis 50 Kronblätter stehen in ein bis drei Kreisen; die des äußersten Kreises sind manchmal teilweise verwachsen.
Die Staubblätter stehen frei in zwei bis fünf Kreisen. Sie werden zentripetal angelegt, reifen aber zentrifugal. Es gibt 15 bis 100 Staubblätter, die sämtlich fertil sind. Sie sind oft flächig, seltener fadenförmig. Die Staubbeutel (Antheren) sind adnat und öffnen sich mit einem Längsschlitz. Die Antherenwand besitzt zwei bis vier Zellschichten. Der Pollen wird in Aggregaten oder einzeln ausgestreut, meist in Tetraden. Die Pollenkörner sind monoporat oder trichotomocolpat, und zweizellig.
Das Gynoeceum besteht aus (ein) drei bis zwanzig Fruchtblätter in einem Blütenkreis. Sie stehen oberständig. Die Fruchtblätter sind vollständig oder unvollständig geschlossen. Meist sind die Fruchtblätter nicht miteinander verwachsen (apokarp), können aber auch verwachsen sein (synkarp). Ein Griffel kann ausgebildet sein. Pro Fruchtblatt werden ein bis 100 Samenanlagen in marginaler oder disperser Plazentation ausgebildet. Bei verwachsenen Fruchtblättern besteht der Fruchtknoten aus zwei bis 20 Fächern und besitzt ebenso viele Narben, sowie ein bis 50 Samenanlagen pro Fach.
Die Samenanlagen sind anatrop, bitegmisch und crassinucellat. Der Embryosack entspricht dem Polygonum-Typ. Die Polkerne verschmelzen vor der Befruchtung. Die drei Antipodenzellen bleiben erhalten. Das Endosperm ist zellulär.

### Früchte
Es werden Beeren oder Kapselfrüchte gebildet. Es können Sammelfrüchte sein. Das Endosperm ist glatt und ölhaltig. Der Embryo ist gut differenziert, aber sehr klein.

## Ökologie
Die Bestäubung erfolgt durch den Wind (Anemophilie) oder durch Insekten (Entomophilie).

## Inhaltsstoffe
Proanthocyanidine, Cyanidin und Flavonole treten regelmäßig auf. Cyanogene Glykoside und Alkaloide sind teilweise vorhanden. Iridoide und Ellagsäure fehlen.

## Systematik und Verbreitung
Die Familie Winteraceae wurde 1830 durch in Robert Brown ex John Lindley: An Introduction to the Natural System of Botany. 26 aufgestellt. Die für die Familie namensgebende Gattung Wintera ist in Drimys eingegliedert. Der Gattungsname Wintera Murray ist ein illegitimer Name für Drimys J.R.Forst. & G.Forst.
Die Familie Winteraceae R.Br. ex Lindl. nom. cons. wird in die beiden Unterfamilien Taktajanioideae Leroy (Syn.: Takhtajaniaceae J.-F. Leroy) und Winteroideae Arnott (Syn.: Wintereae Meisn., Drimyidoideae Raf., Drimyideae Baill., Exospermeae Hutch., Temoideae Raf.) gegliedert.
Die Winteraceae gedeihen in den gemäßigten bis tropischen Gebieten, vor allem in den Bergregionen der Tropen. Sie sind von Malaysia bis zum Pazifikraum, im östlichen Australien und Neuseeland zu finden, aber auch in Zentral- und Südamerika, sowie auf Madagaskar.
In der Familie Winteraceae gibt es vier bis sieben Gattungen, je nach Quelle. Nach Kew Gardens gibt es folgende fünf Gattungen:
- Bubbia Tiegh.: Sie enthält nur eine Art, die aber auch zu Zygogynum gestellt wird:
  - Bubbia howeana (F.Muell.) Tiegh.: Sie kommt nur auf der Lord-Howe-Insel östlich von Australien vor.
- Drimys J.R.Forst. & G.Forst. (Syn.:  Wintera Murray): Es sind je nach Autor 9 bis 21 Arten enthalten. Die etwa 5 bis 14 asiatischen Arten werden oft als eigene Gattung Tasmannia R.Br. ex DC. von den anderen südamerikanischen Drimys-Arten abgetrennt. Zu Drimys gehört:
  - Drimys andina (Reiche) R.A.Rodr. & Quezada: Sie kommt in Argentinien und in Chile vor.[4]
  - Drimys granadensis L.f.: Sie kommt im südlichen Mexiko, in Guatemala, Honduras, Costa Rica, Panama, Kolumbien und Peru vor.[4]
  - Winterrinde (Drimys winteri J.R.Forst. & G.Forst.): Sie ist in Chile und Argentinien verbreitet.[4]
- Exospermum Tiegh.: Sie enthält nur eine Art:
  - Exospermum stipitatum (Baill.) Tiegh.: Sie kommt in Neukaledonien vor.
- Pseudowintera Dandy: Die drei bis vier Arten kommen in Neuseeland  vor.
  - Pseudowintera colorata (Raoul) Dandy: Aus dem nördlichen Neuseeland.
- Takhtajania Baranova & J.-F. Leroy: Sie wird manchmal in eine eigene Unterfamilie Takhtajanioideae J.-F.Leroy oder sogar eine eigene Familie Takhtajaniaceae (J.-F.Leroy) J.-F.Leroy gestellt. Sie enthält nur eine Art:[1]
  - Takhtajania perrieri (Capuron) Baranova & J.-F. Leroy: Sie kommt auf Madagaskar vor.[1]
- Tasmannia R.Br. ex DC.: Die etwa drei Arten kommen in Australien vor. Sie werden von manchen Autoren auch zu Drimys gerechnet. Darunter:
  - Tasmanischer Bergpfeffer (Tasmannia lanceolata (Poir.) A.C.Sm.)
- Zygogynum Baill.: Die etwa sechs Arten sind von Neuguinea bis Neukaledonien verbreitet.